# Мамонтова пещера (Западная Австралия)
Мамонтова пещера (англ. Mammoth Cave) — пещера на юго-западе Западной Австралии, в 21 км от города Маргарет-Ривер и в 300 км к югу от города Перт.
Мамонтова пещера 500 м длиной и 30 м в глубину. Впервые была обнаружена европейскими поселенцами в 1850 году, но не была исследована до 1895 года. С 1904 года, когда было проведено электрическое освещение, пещера была открыта для публики.
Мамонтова пещера находится на территории Национального парка Лувин-Натуралисте, в котором в целом находится несколько сотен пещер. Она окружена эвкалиптовым (Eucalyptus diversicolor) коримбовым (Corymbia calophylla) лесом.
В пещере были найдены плейстоценовые (1,8—0,0 млн лет до н. э.) макроостанки представителей родов Thylacinus, Zygomaturus, Sthenurus, Macropus и вида Zaglossus hacketti. Способ сохранения: первичный фосфат.